# Honda SH
Lo Honda SH è uno scooter prodotto dalla casa giapponese Honda.  

## Storia
Nel 1984 debuttò la prima generazione, nella cilindrata 50 cm³ come scooter per i giovani ideale per muoversi in città, caratterizzata da una linea molto semplice e spigolosa, con i cerchi a raggi e freni a tamburo.
Nel 1996 debutta la seconda generazione con le motorizzazioni 50 cm³ e 100 cm³ a due tempi, stravolge le linee, ora decisamente più morbide e non più spigolose, il che conferisce un aspetto più massiccio, con la sella che diventa a due piani, anche se i livelli sono poco differenziati, inoltre introduce i cerchi in lega e il freno a disco all'anteriore. Dalla seconda generazione la produzione viene spostata nella fabbrica Honda Italia di Atessa.
Nel 2001 uscì la terza generazione nelle versioni quattro tempi da 125 e 150 cm³, con una sella più profilata, una nuova livrea, più arrotondata e con le luci di servizio più integrate e il maniglione passeggero maggiorato, inoltre si passa dal raffreddamento ad aria a quello a liquido, che impone la presa d'aria anteriore.
Nel 2005 ne è stata presentata la quarta generazione, con l'introduzione dell'iniezione elettronica, nuove luci di servizio, una leggera modifica alla linea, la quale ora è più morbida e con una maggiore protezione laterale dello scudo.
Nel 2007 uscì anche la versione da 300 cm³, al tempo la più potente della famiglia degli SH.
Nel 2009 ne è stata presentata la quinta generazione, con una linea che riprende le caratteristiche della precedente, ma più marcata e snella, con le luci di servizio vicino alla presa di raffreddamento del radiatore, il quale ha una nuova forma più a V, con l'introduzione dei impianti dischi integrali per tutti i modelli e la frenata combinata.
Nel 2012 ne è stata presentata e commercializzata la sesta generazione, che è una vera e propria rivoluzione rispetto ai modelli precedenti in quanto, oltre a una linea completamente rivista, presenta tantissime novità quali un nuovo motore (che condivide con il PCX), un nuovo telaio grazie al quale si è potuto ottenere l'ampliamento dello spazio del vano sottosella, che ora può contenere un casco integrale, l'introduzione del sistema di frenata ABS, del sistema start&stop e del cavalletto laterale.
Nel 2015 è stata presentata la terza generazione della versione 300 cm³ con nuovo telaio, dal quale è stato ricavato un vano sotto sella che può contenere un casco integrale, luci a led sia all'anteriore che al posteriore e motore euro 4 rivisto completamente sia nell'erogazione che nei consumi. Per metterlo in moto non è più necessario inserire la chiave di accensione ma basta tenerla in tasca.

Nel 2017, le versioni 125i e 150i sono oggetto di un restyling profondo che aggiunge diverse novità già viste sul 300i, la nuova carenatura ospita il faro ed il fanale full led, l'avviamento di tipo keyless grazie alla smart key, la presenza di una presa 12v all'interno di un piccolo vano posto davanti al guidatore e il motore aggiornato all'omologazione Euro4 con 12,2cv per il 125i e 15cv per il 150i, con consumi dichiarati secondo il ciclo WMTC di 47,4km/l per il 125i e 43,8km/l per il 150i.

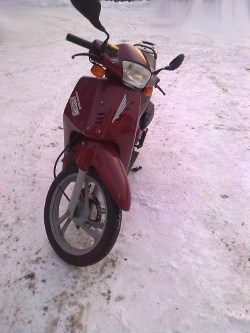
Honda SH 50 del 1998

Nel 2020 è presentata la settima versione delle motorizzazioni 125i e 150i. Display completamente digitale e nuovo motore ancora più parco nei consumi sia nella versione 125 che 150 cm3. In questa ultima versione viene implementata la apertura keyless anche per il bauletto posteriore e sparisce il vano portaoggetti aggiuntivo dietro lo scudo anteriore.
Nel 2021 è presentata la nuova versione di massima cilindrata che passa da 300 cm³ a 350 cm³ con omologazione Euro 5, un aumento della potenza di circa 3 CV ed una riduzione del peso di 1 Kg. 
50
Prodotta dal 1984 al 2004 con motore a due tempi
100
Prodotta dal 1996 al 2001 con motore a due tempi
125
Prodotta dal 2001 con motore a quattro tempi
150
Prodotta dal 2001 con motore a quattro tempi
300
Prodotta dal 2007 con motore a quattro tempi
350
Prodotta dal 2021 con motore a quattro tempi

## Modelli e motorizzazioni
Al 2020 sono in catalogo:
SH 125i/150i

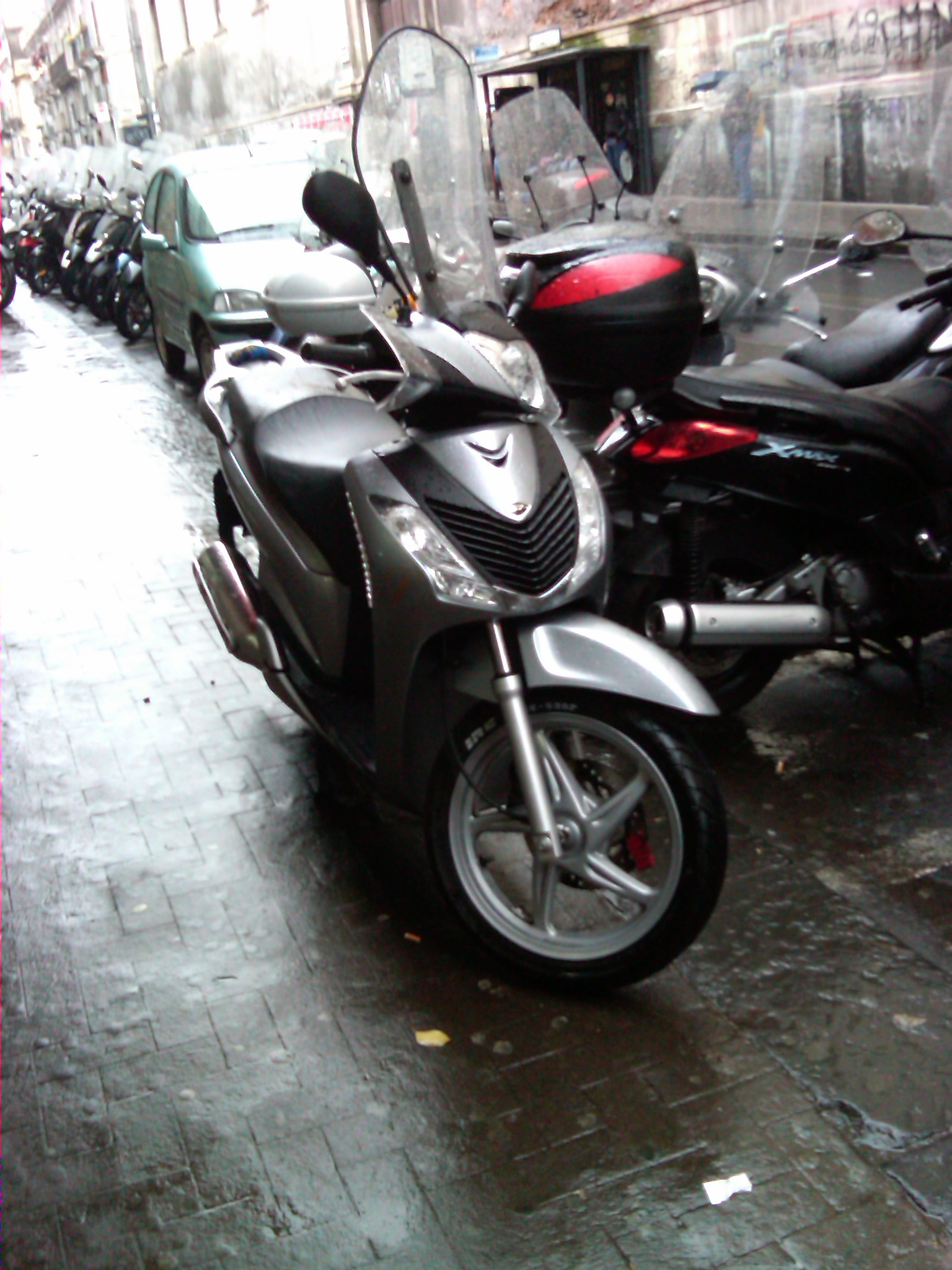
La quinta generazione di SH

In questa versione ci sono sei nuovi colori e il freno a disco posteriore, il freno anteriore oggi è di maggior diametro e tra gli optional ci sono il bauletto e il parabrezza.
SH 300i
È un modello di SH con uno stile completamente diverso.
Ha un propulsore ad iniezione elettronica, le ruote sono dei 16 pollici con cerchi in alluminio, la frenata è resa più sicura dal sistema CBS. Anche la 300i ha delle versioni migliorate come il 125 che sono la 300i Sporty e la 300i ABS.
SH 350i
Versione più potente della gamma e ulteriormente aggiornata rispetto alla versione 300i,in produzione dal 2021.

## SH 50
Il SH50 Fifty (chiamato anche SH50 Scoopy, SH50 City Express) è stato presentato per la prima volta nel 1984 e prodotto fino a metà del 1989.
Nel panorama degli scooter degli anni 1980, l'SH 50 è riuscito a imporsi grazie sia alla sua semplicità meccanica e d'uso, sia per i bassi consumi. Univa la leggerezza di un modello slanciato alla sicurezza delle ruote alte, caratteristica praticamente mai usata sui nuovi scooter dello stesso periodo.
La gamma SH dispone di vari modelli, montati tutti sopra la medesima carrozzeria e lo stesso blocco motore, con la modifica di solo poche parti e dei colori con cui veniva prodotto
Modello SH 50 E
È stato prodotto dal marzo 1984 al settembre 1986. I numeri di telaio (frame numbers) iniziano con SH50-5000001 e il numero del motore con SH50-6000001. Disponibile in colore bianco o rosso, venivano prodotti nelle officine della Honda a Aalst, Belgio
Modello SH 50 H
Prodotto dal settembre 1986 fino a metà del 1989, telai a partire dal SH50-6D00001 in poi, motori da SH50E-B2000001. Erano disponibili in blu o rosso, con una differenza nella pedana che era grigia. È stato prodotto nello stabilimento Honda a Barcellona, Spagna.